# Ricardo Martinez
Ricardo Martinez (Francia, 2 agosto 1986) è un pallavolista francese.
Gioca nel ruolo di palleggiatore nel Gazélec Football Club Ajaccio Volley-Ball.

## Carriera
La carriera ad alto livello di Ricardo Martinez inizia nella Ligue B, il campionato francese di seconda divisione, con la maglia dell'Amicale Laïque de Canteleu-Maromme Volley-Ball. Nella stagione 2012-13 esordisce nella Ligue A nella squadra corsa del Gazélec Football Club Ajaccio Volley-Ball.